# Bernissartiidae
Bernissartiidae — вимерла родина неозухієвих крокодилоподібних, відома з ранньої крейди. Повідомлялося про скам'янілості Берніссартід з Бельгії, Франції, Іспанії, Англії, Тунісу та Сполучених Штатів. Наразі він містить два роди: Bernissartia з барремських глин Сент-Барб у Бельгії та Koumpiodontosuchus з такої ж вікової формації Wessex у південній Англії. Члени цієї родини демонструють пристосування до дурофагів, особливо гетеродонтний зубний ряд Koumpiodontosuchus. Повідомлялося про невизначені останки в утвореннях Ум-ед-Діаб у Тунісі, у формаціях Кловерлі та Арундел-Клей у Сполучених Штатах, а також у формаціях Ла-Уергіна, Блеса, Вільянуева-де-Уерва, Ель-Кастеллар, Камарільяс і Ель-Кольядо. Іспанія та Анжак-Шаранта у Франції.